# ريكي براون
ريكي براون (بالإنجليزية: Rickey Brown)‏ مواليد 20 أغسطس 1958 في مسيسيبي، هو لاعب كرة سلة أمريكي سابق. بدأ مسيرته الاحترافية في سنة 1980. تم اختياره من قبل فريق غولدن ستايت ووريورز خلال الدرافت. يبلغ طوله 6 قدم 10 بوصة (2.1 م). اعتزل اللعب في 1995. أحرز خلال مسيرته في الإن بي إيه 1482 نقطة بمعدل 4.4 نقاط في المباراة الواحدة.

## المسيرة الاحترافية
لعب مع غولدن ستايت ووريورز من سنة 1980 إلى 1983، ثم لعب مع أتلانتا هوكس من سنة 1982 إلى 1985، ثم لعب مع أولمبيا ميلانو في الدوري الإيطالي في موسم 1987–1988، ثم لعب مع بالونكيستو مالقا في الدوري الإسباني من سنة 1988 إلى 1990، ثم لعب مع رير فينيزيا مستري في موسم 1990–1991، ثم لعب مع ريال مدريد لكرة السلة في الدوري الإسباني من سنة 1991 إلى 1993، ثم لعب مع أندورا في موسم 1994–1995، ثم لعب مع ساسكي باسكونيا في الدوري الإسباني في سنة 1995.

## روابط خارجية
- ريكي براون على موقع إن بي أي (الإنجليزية)
- ريكي براون على موقع سبورتس رفرنس (الإنجليزية)
- ريكي براون على موقع الدوري الإسباني لكرة السلة (الإسبانية)
- ريكي براون على موقع كلية كرة السلة في سبورتس رفرنس.كوم (الإنجليزية)
- ريكي براون على موقع ريلجم (الإنجليزية)
- ريكي براون على موقع بروبوليرز (الإنجليزية)
- ريكي براون على موقع سبورتس رفرنس (الإنجليزية)